# Condado de Gallatin (Montana)
O Condado de Gallatin (em inglês:  Gallatin County) é um dos condados do estado norte-americano do Montana. A sede e maior cidade do condado é Bozeman. Foi fundado em 1864.
O condado possui uma área de 6 817 km², dos quais 6 741 km² estão cobertos por terra e 76 km² por água, uma população de 89 513 habitantes, e uma densidade populacional de 13,3 hab/km² (segundo o censo nacional de 2010). É o quarto condado mais populoso de Montana.